# 托馬斯·羅格納
托馬斯·羅格納（英語：Thomas Rogne，1990年6月29日—）是挪威的一位足球運動員。在場上司職中後衛。他現在效力于哥登堡，並且也代表挪威國家隊參賽。

## 球員生涯

### 球會
史達比克
些路迪
2010年1月20日，蘇超球會些路迪簽入挪威U21代表19歲的洛尼，合約為期三年半，沒有轉會費，但會有補償金給前球會。
2013年2月22日，蘇超球會些路迪證實，於6月底約滿的洛尼拒絕球會提供的新合約。
韋根
2013年7月1日，23歲的挪威國家足球隊代表洛尼加盟英冠球會韋根，並簽署一份三年合約。

## 外部連結
- 足球数据库：托馬斯·羅格納的球员统计数据
- 托馬斯·羅格納於韋根官網簡歷
- Profil: Thomas Rogne, 18 （挪威文） Stabæk
- Thomas Rogne profile （页面存档备份，存于） ESPN Soccernet